# Val della Torre
Val della Torre is een gemeente in de Italiaanse provincie Turijn (regio Piëmont) en telt 3659 inwoners (31-12-2004). De oppervlakte bedraagt 36,7 km², de bevolkingsdichtheid is 100 inwoners per km².

## Demografie
Val della Torre telt ongeveer 1527 huishoudens. Het aantal inwoners steeg in de periode 1991-2001 met 16,8% volgens cijfers uit de tienjaarlijkse volkstellingen van ISTAT.
| Jaar | Inwoneraantal |
| ---- | ------------- |
| 1991 | 3021          |
| 2001 | 3529          |

## Geografie
Val della Torre grenst aan de volgende gemeenten: Alpignano, San Gillio.